# William Blake
William Blake (Londres, 28 de novembre de 1757 – Londres, 12 d'agost de 1827) va ser un poeta, pintor, gravador i místic anglès. Encara que va romandre en gran part desconegut durant el transcurs de la seva vida, actualment el treball de Blake té una alta consideració. Per la relació que en la seva obra tenen la poesia i els seus gravats respectius, sol posar-se Blake com a exemple de l'artista total: "William Blake és, de molt, l'artista més gran que Gran Bretanya ha produït". Va viure a Londres tota la seva vida, excepte els tres anys que va passar a Felpham, i va produir una col·lecció d'obres diversa i rica simbòlicament, que abraçava la imaginació com "el cos de Déu", o "l'existència humana mateixa".
Tot i que Blake era considerat un boig pels contemporanis per les seves opinions idiosincràtiques, va arribar a ser molt valorat pels crítics i lectors posteriors per la seva expressivitat i creativitat, i pels corrents filosòfics i místics de la seva obra. La seva pintura i poesia s'han caracteritzat com a part del moviment romàntic i com a "preromàntic". Com a teista que preferia el seu propi estil de teologia marcionita, va ser hostil a l'Església d'Anglaterra, de fet, a gairebé totes les formes de religió organitzada, i va ser influenciat pels ideals i ambicions dels revolucionaris francesos i americans. Encara que més tard va rebutjar moltes d'aquestes creences polítiques, va mantenir una relació amistosa amb l'activista polític Thomas Paine; també va ser influenciat per pensadors com Emanuel Swedenborg. Malgrat aquestes influències conegudes, la singularitat de l'obra de Blake el fa difícil de classificar. L'erudit del segle XIX William Michael Rossetti el va caracteritzar com "un home no anticipat pels predecessors, ni per ser classificat amb contemporanis, ni per ser substituït per successors coneguts o fàcilment suposables".

## Obra

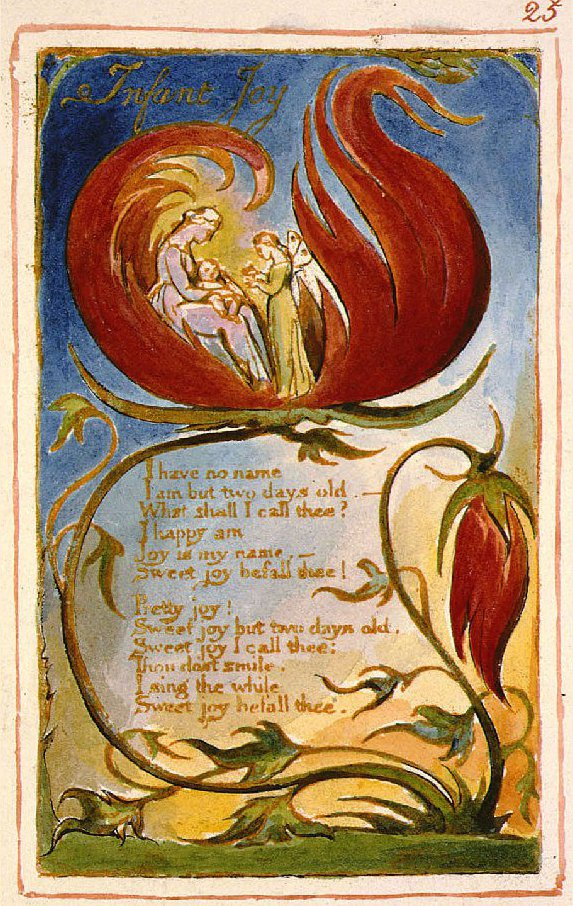
Una mare desitja alegria al seu fill en el poema de William Blake «Infant Joy». Aquesta còpia, que va ser impresa i pintada el 1826, es troba actualment en poder del Fitzwilliam Museum

Blake es presenta com el reformador artístic de Gran Bretanya al bell mig de les guerres napoleòniques. Ressentit per la manca de reconeixement, es mostra com a pintor d'història centrat en el fracàs d'Anglaterra a l'hora de sumar-se al fervor revolucionari d'Amèrica i de França. Republicà radical, que sovinteja els cercles de Thomas Paine i la feminista Mary Wollstonecraft, reflecteix els ideals del liberalisme polític enfront de la despòtica autoritat de l'església i l'estat (les polítiques repressives del primer ministre William Pitt contra qualsevol expressió organitzada de dissensió social).
En La rosa d'Albió, dona testimoni de les esperances de la revolució anglesa que mai no es va arribar a consumar. Seguint els comentaris de Brian Lukacher, aquest gravat en color commemora l'experiència de Blake en els avalots de Gordon del 1780, unes protestes contra les guerres anticatòlica i colonial que iniciaren un període en què es va estendre la violència popular; Blake es trobava entre la multitud que va assaltar i cremar la presó de Newgate, un episodi que Dickens va recollir en la seva novel·la Barnaby Rudge (1841). El jove nu d'Albió, encès damunt d'un turó en pendent, conté els elements essencials del llenguatge plàstic de Blake: la figura humana utilitzada com un signe corpori de les posicions espirituals, intel·lectuals i polítiques.
And did those feet in ancient time és un poema seu del pròleg de l'obra Milton a Poem. Avui dia, és molt conegut com a himne Jerusalem, amb la música escrita per sir Hubert Parry el 1916.

## Llegat

### Creativitat

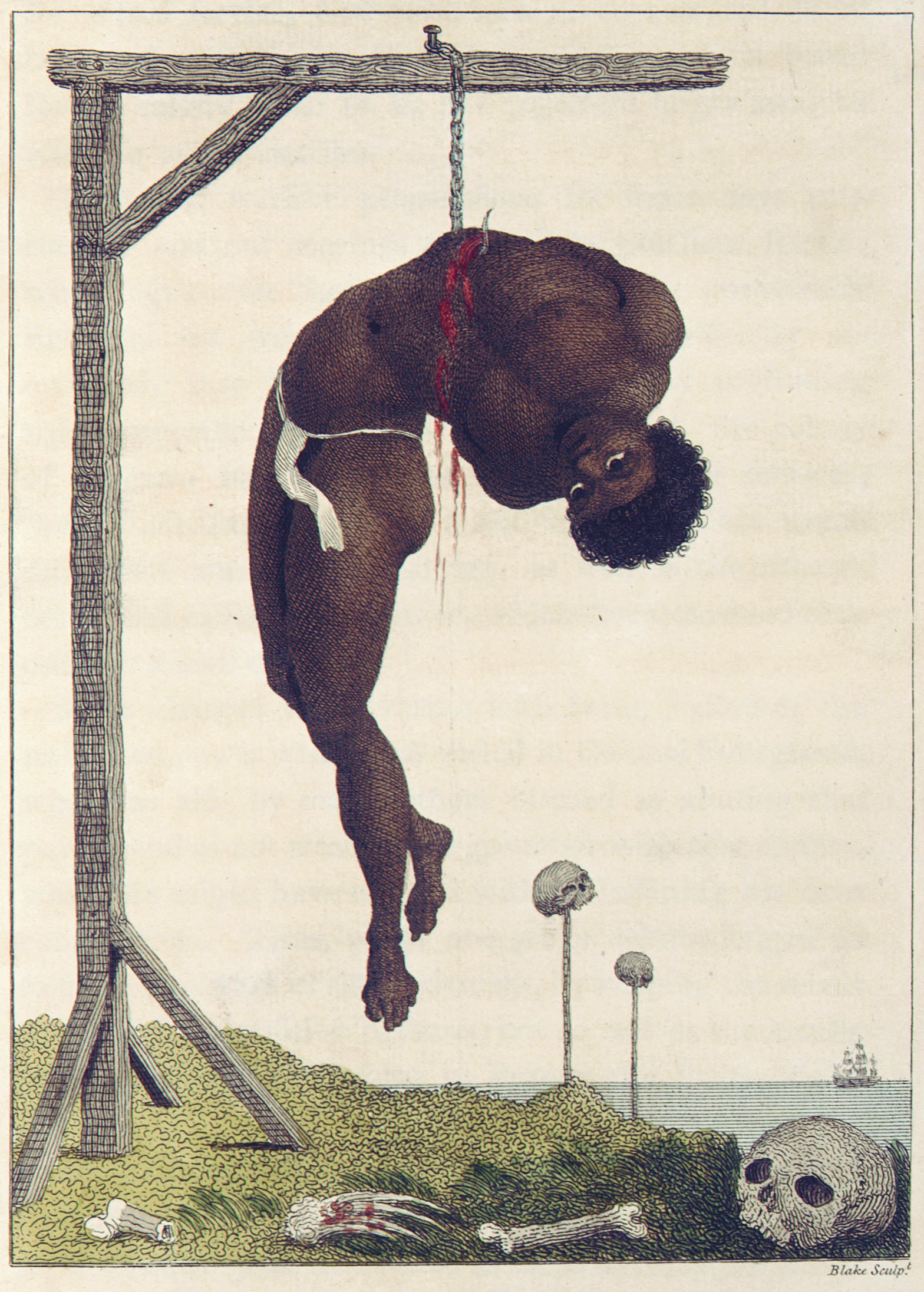
Blake's A Negro Hung Alive by the Ribs to a Gallow, una il·lustració de la Narrativa de JG Stedman, d'una expedició de cinc anys, contra els negres revoltats de Surinam (1796)

Northrop Frye, comentant la coherència de Blake, assenyala que Blake diu que les seves notes són similars a les de Locke i Bacon, escrites quan era "molt jove". Fins i tot frases i versos tornaran a aparèixer fins a quaranta anys després. La coherència a l'hora de mantenir allò que ell creia que era veritat era un dels seus principals principis... La coherència, doncs, simple o no, és una de les principals preocupacions de Blake, de la mateixa manera que "l'autocontradicció" és sempre un dels seus comentaris més despectius".
Blake aborriva l'esclavitud. Diversos dels seus poemes i pintures expressen una noció d'humanitat universal: "Com tots els homes són iguals (tot i que infinitament diversos)". En un poema, narrat per un nen negre, els cossos blancs i negres es descriuen com a arbredes o núvols ombrejats, que existeixen només fins que s'aprèn "a suportar els raigs de l'amor".
Blake va mantenir un interès actiu en els esdeveniments socials i polítics al llarg de la seva vida, i les declaracions socials i polítiques sovint estan presents en el seu simbolisme místic. Les seves opinions sobre el que considerava opressió i restricció de la llibertat legítima es van estendre a l'Església. Les seves creences espirituals són evidents a Songs of Experience (1794), en què distingeix entre el Déu de l'Antic Testament, les restriccions del qual va rebutjar, i el Déu del Nou Testament, que considerava una influència positiva.

### Visions

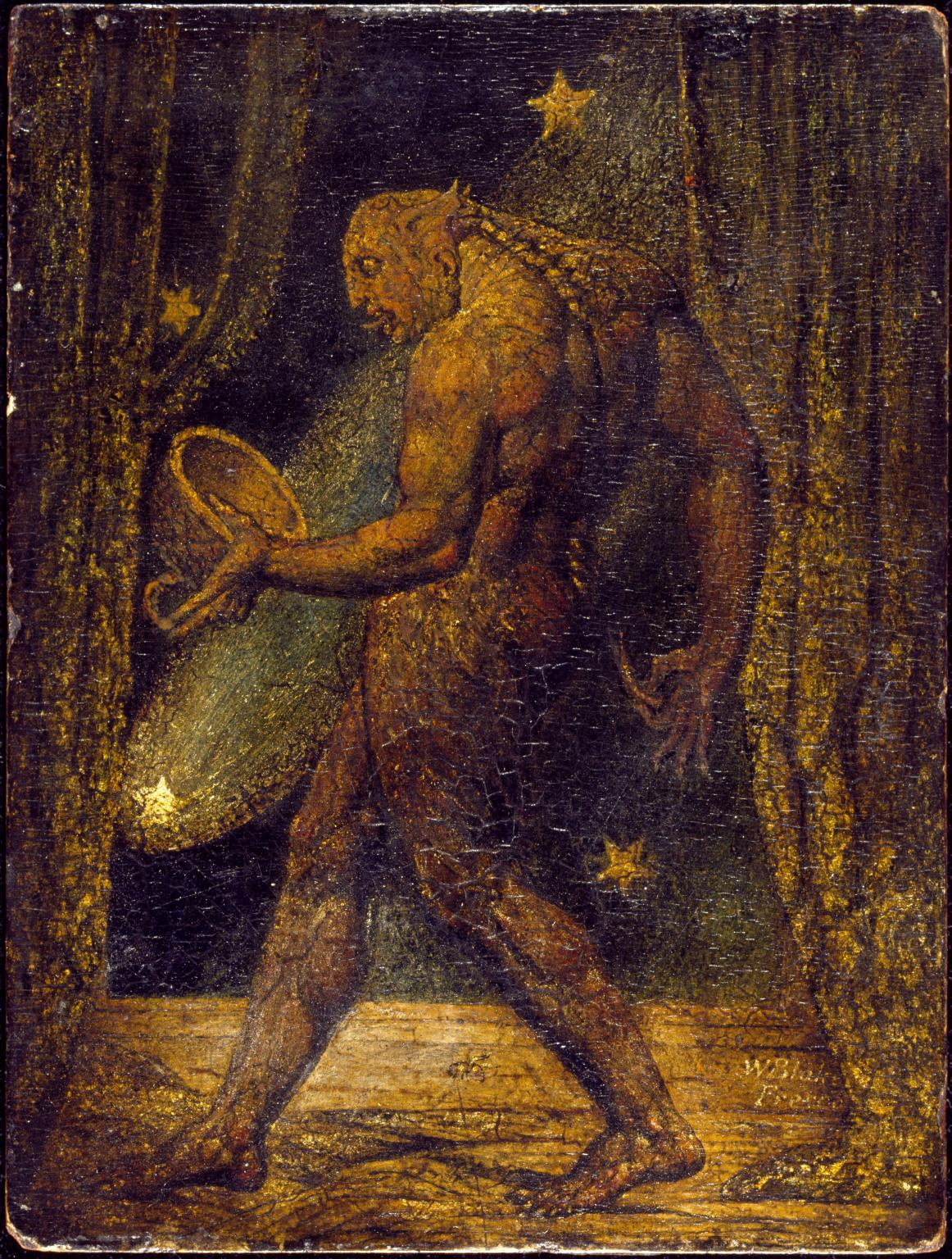
El fantasma d'una puça, 1819. Després d'haver informat al pintor i astròleg John Varley de les seves visions d'aparicions, Blake es va convèncer a pintar-ne una d'elles.

Des de petit, William Blake va afirmar que havia vist visions. La primera podria haver estat ja als quatre anys quan, segons una anècdota, el jove artista "va veure Déu" quan Déu "va posar el cap a la finestra", provocant que Blake es posés a cridar. A l'edat de vuit o deu anys a Peckham Rye, Londres, Blake va afirmar haver vist "un arbre ple d'àngels, unes ales d'àngels brillants envoltant totes les branques com estrelles". Segons el biògraf victorià de Blake, Gilchrist, va tornar a casa i va informar de la visió i només va escapar de ser colpejat quan va afirmar que era mentida gràcies a la intervenció de la seva mare. Tot i que totes les proves suggereixen que els seus pares li van donar suport en gran manera, la seva mare sembla que ho va fer especialment, i diversos dels primers dibuixos i poemes de Blake van decorar les parets de la seva cambra. En una altra ocasió, Blake va veure els faners treballant i va pensar que veia figures àngels caminant entre ells.
Blake va afirmar haver experimentat visions al llarg de la seva vida. Sovint estaven associats amb bells temes i imatges religioses, i potser l'haguessin inspirat encara més amb obres i activitats espirituals. Sens dubte, els conceptes religiosos i les imatges figuren al centre de les obres de Blake. Déu i el cristianisme van constituir el centre intel·lectual dels seus escrits, dels quals es va inspirar. Blake creia que els arcàngels l'havien instruït i animat personalment per crear les seves obres artístiques, que segons ell eren llegides i gaudides activament pels mateixos arcàngels. Tot i haver vist àngels i Déu, Blake també ha afirmat haver vist Satanàs a l'escala de la seva casa de South Molton Street a Londres.
Conscient de les visions de Blake, William Wordsworth va comentar: "No hi havia dubte que aquest pobre home estava boig, però hi ha alguna cosa en la bogeria d'aquest home que m'interessava més que la seny de Lord Byron i Walter Scott ". En una línia més deferent, John William Cousins va escriure a A Short Biographical Dictionary of English Literature que Blake era "una ànima veritablement piadosa i amorosa, descuidada i incompresa pel món, però apreciada per uns pocs electes", que "va liderar" una vida de pobresa alegre i contenta il·luminada per visions i inspiracions celestials". El seny de Blake es va posar en qüestió en la publicació de l'Encyclopaedia Britannica de 1911, l'entrada de la qual sobre Blake comenta que "la qüestió de si Blake estava o no boig sembla probable que romangui en disputa, però no hi ha cap dubte que estigués en diferents períodes de la seva vida sota la influència d'il·lusions per a les quals no hi ha fets exteriors per explicar, i que gran part del que va escriure és tan mancat de seny i, per tant, sense una coherència lògica".

### Influència cultural

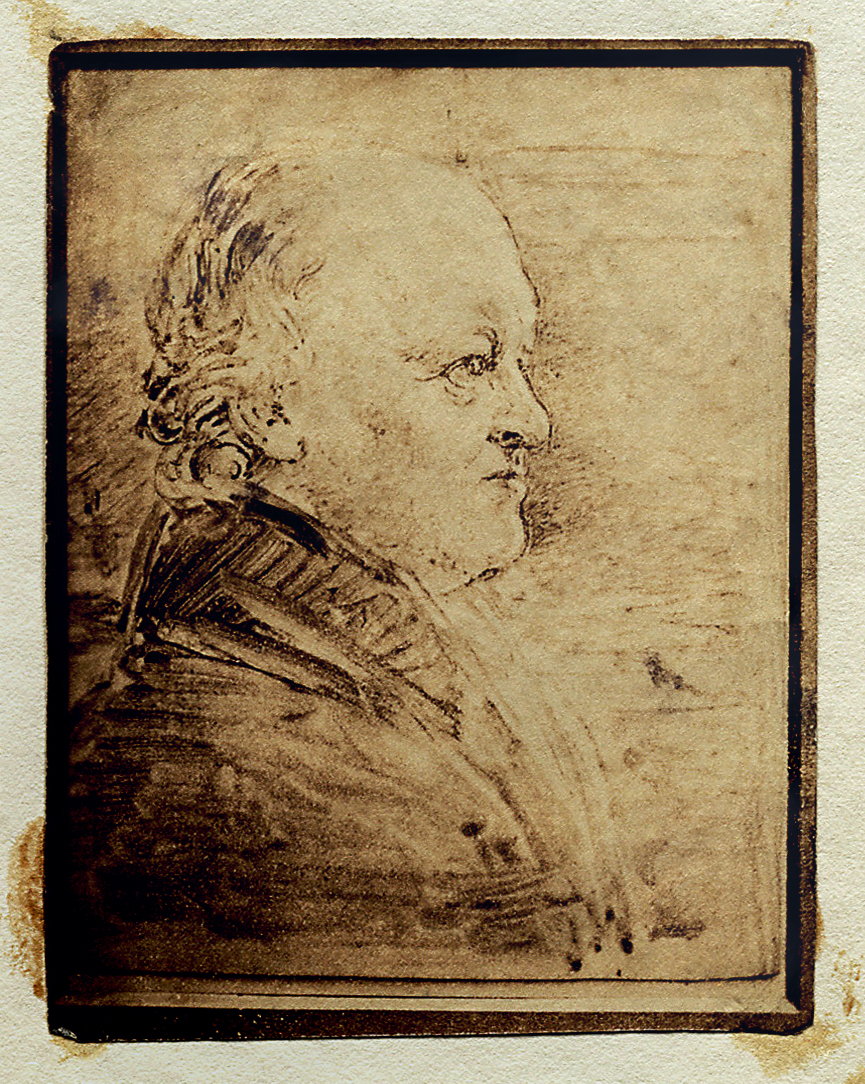
Retrat de perfil de William Blake, de John Linnell. Aquesta versió més gran va ser pintada per ser gravada com el frontispici de la Vida de Blake d Alexander Gilchrist (1863).

El treball de Blake va ser descuidat durant una generació després de la seva mort i gairebé oblidat quan Alexander Gilchrist va començar a treballar en la seva biografia a la dècada de 1860. La publicació de la Vida de William Blake va transformar ràpidament la reputació de Blake, en particular perquè en van començar a parlar bé els prerrafaelites i figures associades, en particular Dante Gabriel Rossetti i Algernon Charles Swinburne. Al segle xx, però, l'obra de Blake va ser plenament apreciada i la seva influència va augmentar. S. Foster Damon, Geoffrey Keynes, Northrop Frye i David V. Erdman, entre els importants estudiosos de principis i mitjans del segle XX implicats en la millora de la posició de Blake en els cercles literaris i artístics.
Si bé Blake va tenir un paper important en l'art i la poesia de figures com Rossetti, va ser durant el període modernista quan aquesta obra va començar a influir en un conjunt més ampli d'escriptors i artistes. William Butler Yeats, que va editar una edició de les obres col·leccionades de Blake el 1893, es va inspirar en ell per a idees poètiques i filosòfiques, mentre que l'art surrealista britànic, en particular, es va inspirar en les concepcions de Blake de la pràctica visionària i no mimètica en la pintura d'artistes com ara. com Paul Nash i Graham Sutherland.
La seva poesia va ser utilitzada per diversos compositors clàssics britànics, que van establir les seves obres. El primer treball d'aquest tipus conegut ara és l'ambientació de Doyne Bell del poema Can I see another's woe, de Songs of Innocence and of Experience, publicat el 1876. Els escenaris notables són de Benjamin Britten i Ralph Vaughan Williams, i John Tavener va establir diversos dels poemes de Blake, inclosos The Lamb (com l'obra de 1982 " The Lamb ") i The Tyger.
Molts com June Singer han argumentat que els pensaments de Blake sobre la naturalesa humana anticipen molt i són paral·lels al pensament del psicoanalista Carl Jung. En paraules del mateix Jung: "esttudiar Blake [és] temptador, ja que va recopilar una gran quantitat de coneixement no digerit en les seves fantasies. Segons les meves idees, són una producció artística més que una representació autèntica de processos inconscients". De la mateixa manera, Diana Hume George va afirmar que Blake es pot veure com un precursor de les idees de Sigmund Freud.
Blake va tenir una enorme influència en els poetes de la generació beat dels anys 50 i la contracultura dels anys 1960, sovint citat per figures fonamentals com el poeta beat Allen Ginsberg, els compositors Bob Dylan, Jim Morrison, Van Morrison, i l'escriptor anglès Aldous Huxley. El compositor guanyador del Pulitzer William Bolcom va posar Songs of Innocence and of Experience a la música, amb diferents poemes ambientats amb diferents estils de música, "des de tècniques modernes fins a Broadway a Country/Western" i reggae.
Gran part de la idea central de la trilogia de fantasia de Philip Pullman His Dark Materials està arrelada al món de The Marriage of Heaven and Hell de Blake. Blake també apareix com un personatge relativament significatiu a la novel·la fantàstica de Brian Catling The Erstwhile, on les seves visions dels éssers angèlics figuren a la història. La compositora de música canadenca Kathleen Yearwood és una dels molts músics contemporanis que han musicat els poemes de Blake. Després de la Segona Guerra Mundial, el paper de Blake en la cultura popular va passar a primer lloc en una varietat d'àmbits com la música popular, el cinema i la novel·la gràfica, el que va portar a Edward Larrissy a afirmar que "Blake és l'escriptor romàntic que ha exercit la influència més poderosa al segle XX".

## Traduccions al català

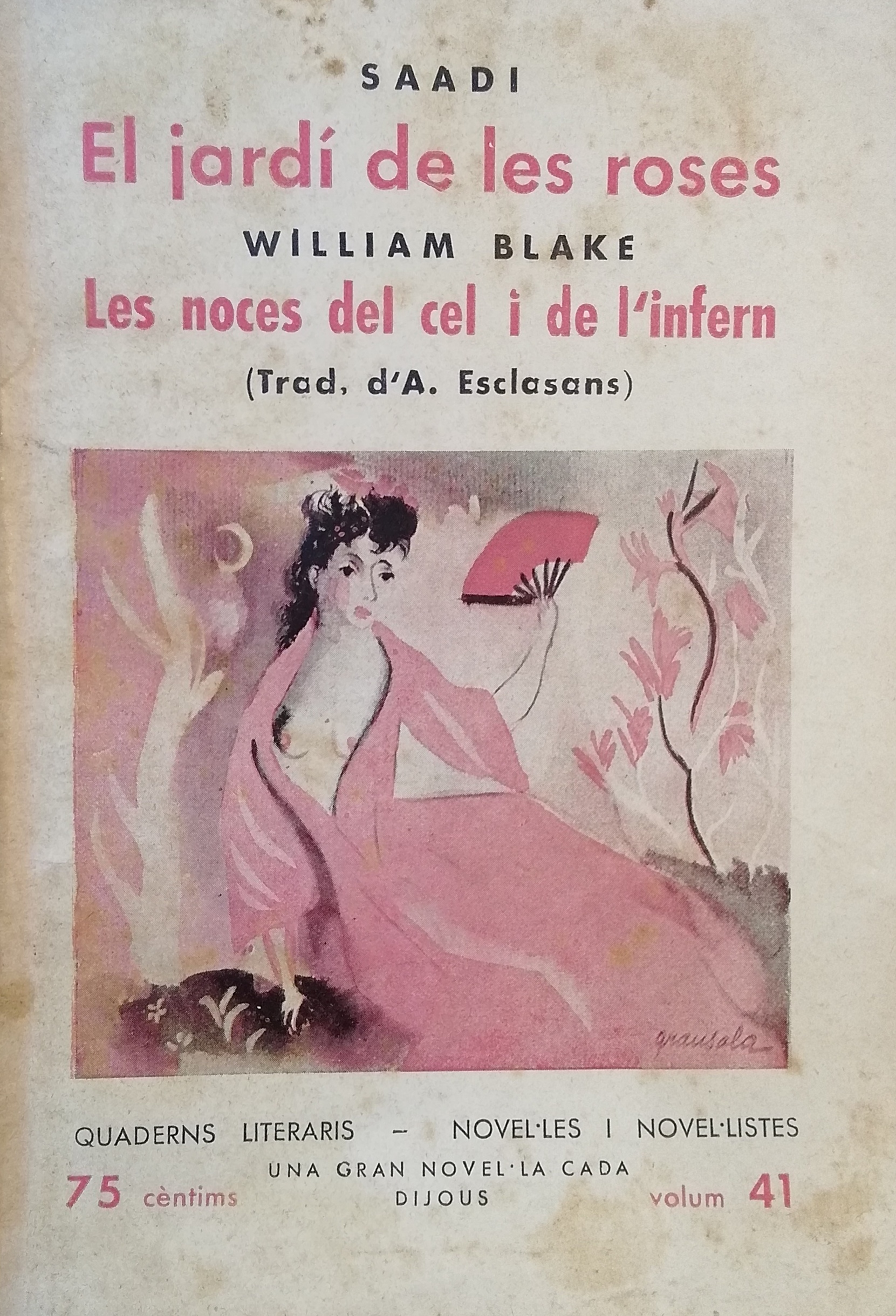
Les noces del cel i de l'infern de William Blake, publicat a Barcelona, traduït al català per Agustí Esclasans l'any 1935, dins la col·lecció Quaderns Literaris

- Les noces del cel i de l'infern (Barcelona: Quaderns Literaris, volum 41, any 1935). Trad. de Agustí Esclasans. També conté la traducció d'El jardí de les roses, de Sa'di.
- Cançons d'innocència i d'experiència (Barcelona. Llibres del mall, 1975). Trad. de Toni Turull.
- Llibres profètics de William Blake [selecció] (Barcelona: Edicions 62, 1976). Trad. i pròleg de Marià Manent. 2a ed., 1981.
- Les noces del cel i de l'infern (Barcelona: Llibres del Mall, 1981). Trad., pròleg i notes de Segimon Serrallonga. 2a. ed. corregida, (Vic: Eumo-Cafè Central, 2012).
- Llibres profètics de Lambeth. 2 Vols. (Barcelona: Proa, 1987 i 1989). Trad. i pròleg de Miquel Desclot. Conté: Visions of the Daughters of Albion; America, a Prophecy; Europe, a Prophecy; The Book of Urizen; The Book of Ahania; The Book of Los.
- Milton: un poema (Barcelona: Quaderns Crema, 2004). Trad. i postfaci d'Enric Casasses.